# Finmere
Finmere är en ort och civil parish i Storbritannien.   Den ligger i grevskapet Oxfordshire och riksdelen England, i den södra delen av landet, 80 km nordväst om huvudstaden London. Finmere ligger 116 meter över havet och antalet invånare är 466.
Terrängen runt Finmere är platt. Runt Finmere är det ganska tätbefolkat, med 199 invånare per kvadratkilometer. Närmaste större samhälle är Banbury, 19,9 km väster om Finmere. Trakten runt Finmere består till största delen av jordbruksmark.